# Nazionale Dilettanti di calcio dell'Inghilterra
La Nazionale dilettanti di calcio dell'Inghilterra (in inglese England national amateur football team) fu la squadra nazionale calcistica che rappresentò l'Inghilterra in ambito internazionale dilettantistico.
Fu istituita nel 1906 da Football Association per garantire una vetrina internazionale ai giocatori dilettanti che non trovavano spazio in nazionale A.
Dopo alterne vicende la squadra, che rappresentò anche la Gran Bretagna in ambito olimpico, fu alfine soppressa nel 1974, dopo 68 anni d'attività e poco meno di trecento incontri disputati.

## Storia

### L'esordio (1906-1910)
La prima partita ufficiale fu giocata contro la Francia il 1º novembre 1906, con una vittoria inglese addirittura per 15 a 0. In quella partita Stanley Harris segnò sette gol mentre Vivian Woodward quattro. La squadra giocò diverse partite in Europa contro avversarie formate sia da dilettanti sia da professionisti. Tra il 1906 e il 1910 giocò le prime 24 partite della propria storia senza mai essere sconfitta, collezionando 22 vittorie e 2 pareggi contro l'Irlanda e il Belgio. La prima sconfitta avvenne contro la Danimarca con il risultato di 2 a 1, il 5 maggio 1910. La Football Association non considera queste partite come assimilabili a quelle disputate dalla Nazionale maggiore inglese, per i loro avversari invece accade il contrario. Le partite disputate nel 1909 contro Germania (9-0) e Belgio (11-2) sono considerate da queste due Nazionali come la loro peggiore sconfitta.

### Le partite prima del primo conflitto mondiale (1910-1914)
Tra il 1910 e il 1914 vennero giocate, dopo la prima sconfitta contro la Danimarca, altre 25 partite, con 20 vittorie, 1 pareggio e 4 sconfitte. La seconda squadra a battere la nazionale dilettanti inglese sarà l'Irlanda, nella partita successiva a quella contro i danesi: venne giocata il 19 novembre 1910 e finì con il risultato di 3-2. Le successive 3 sconfitte vennero per mano ancora dell'Irlanda il 5 ottobre 1912 sempre per 3-2, contro l'Olanda il 24 marzo 1913 per 2-1 e infine di nuovo contro la Danimarca il 5 giugno 1914, con la peggior sconfitta in assoluto subita dagli inglesi per 3-0.

### Le partite prima del secondo conflitto mondiale (1919-1939)
Dopo la pausa bellica, in questo periodo furono giocate diverse amichevoli dalla squadra e venne eguagliato il record della peggior sconfitta subita a causa del 3-0 contro il Belgio del 5 maggio 1923. L'ultima partita prima del secondo conflitto mondiale fu giocata l'11 marzo 1939 contro la Scozia, con una vittoria per 8-3.

### Il secondo dopoguerra (1947-1974)
Il 25 gennaio 1947 si giocò la prima partita del secondo dopoguerra contro il Galles, un pareggio per 2-2. La nazionale giocò in modo abbastanza continuativo fino al suo scioglimento, che avvenne nel 1974, quando la Football Association abolì la distinzione tra dilettanti e professionisti.

## Inghilterra Dilettanti e Nazionale britannica
Ci sono delle opinioni secondo le quali fu l'Inghilterra Dilettanti e non il Regno Unito a vincere la medaglia d'oro ai Giochi olimpici del 1908 e del 1912. Questa opinione in realtà è vera solo in parte, questo perché le Nazionali che rappresentano le quattro Home Nations del Regno Unito non possono partecipare ai Giochi olimpici dato che esiste un unico Comitato olimpico britannico che disciplina sia gli atleti provenienti da queste Nazioni sia quelli originari delle British Islands, questo significa che gli atleti che provengono da queste Nazioni possono partecipare ai Giochi olimpici solo se accettano di farlo sotto l'insegna del Regno Unito, ed infatti il CIO assegna ufficialmente la vittoria di quei due tornei al Regno Unito.
La Football Association invece considera vincitrice di quei due tornei l'Inghilterra dilettanti, i motivi sono due: il primo riguarda il regolamento stabilito CIO il quale prevedeva che potessero partecipare ai Giochi olimpici solo i calciatori dilettanti ma bisogna considerare che in Inghilterra era già stato introdotto il professionismo da diversi anni ed infatti la Nazionale maggiore inglese era costituita da calciatori professionisti e raramente venivano convocati quei calciatori che avevano uno status da dilettante. Inoltre le rose delle Nazionali britanniche che hanno partecipato ai Giochi olimpici erano quasi sempre costituite solo da calciatori inglesi, questo perché tra le federazioni delle Home Nations ci sono sempre state delle frizioni e molto spesso le federazioni scozzese, gallese e nordirlandese impedivano ai propri tesserati di disputare il torneo olimpico.
La FIFA invece considera vincitrice di questi due tornei la Nazionale maggiore inglese, per due ragioni: per prima cosa bisogna considerare che secondo la FIFA a quei tornei hanno partecipato le Nazionali maggiori, ed inoltre tutte le Nazionali britanniche che hanno partecipato al Torneo olimpico sono state patrocinate dalla Football Association, infatti non esiste una Federazione calcistica britannica e quindi è sempre stata la Football Association che ha gestito questa Nazionale nei periodi in cui è esistita, anche se la Nazionale non è mai stata ufficialmente dismessa.
In conclusione quei due tornei olimpici sono stati vinti ufficialmente dalla nazionale di calcio del Regno Unito anche se in quelle due edizioni del torneo olimpico la rosa della Nazionale britannica era costituita interamente da calciatori inglesi che da tempo militavano nella Nazionale Dilettanti dell'Inghilterra e che avevano uno status da dilettante.

## Statistica partite
In totale furono giocate 287 partite.
| Giocate | Vinte | Pareggiate | Perse |
| ------- | ----- | ---------- | ----- |
| 287     | 183   | 47         | 57    |